# Rysslands herrlandslag i futsal
Rysslands herrlandslag i futsal representerar Ryssland i futsal för herrar. Laget styrs av det ryska fotbollsförbundet, Ryska fotbollsunionen.

## Spelartrupp
| Nr | Land     | Pos | Namn                   |
| -- | -------- | --- | ---------------------- |
| 1  | Ryssland | MV  | Leonid Klimovskiy      |
| 2  | Ryssland | A   | Vladislav Shayakhmetov |
| 3  | Ryssland | F   | Nikolay Pereverzev     |
| 4  | Ryssland | A   | Dmitry Prudnikov       |
| 5  | Ryssland | MF  | Sergey Sergeev         |
| 6  | Ryssland | MF  | Pavel Suchilin         |
| 7  | Ryssland | A   | Pula                   |
| 8  | Ryssland | A   | Eder Lima              |
| 9  | Ryssland | F   | Pavel Chistopolov      |
| 10 | Ryssland | A   | Robinho                |
| 11 | Ryssland | A   | Cirilo                 |
| 12 | Ryssland | MV  | Gustavo                |
| 13 | Ryssland | A   | Alexander Fukin        |
| 14 | Ryssland | F   | Nikolay Maltsev        |